# Paramamoea insulana
Paramamoea insulana là một loài nhện trong họ Amphinectidae. Loài này được phát hiện ở New Zealand.